# Domahovo
 Domahovo  falu Horvátországban Krapina-Zagorje megyében. Közigazgatásilag Veliko Trgovišćéhez tartozik.

## Fekvése
Zágrábtól 25 km-re északnyugatra, községközpontjától  2 km-re délnyugatra Horvát Zagorje területén és a megye délnyugati részén fekszik.

## Története
A településnek 1857-ben 412, 1910-ben 662 lakosa volt. Trianonig Varasd vármegye Klanjeci járásához tartozott. 2001-ben 446 lakosa volt.

## Külső hivatkozások
- Veliko Trgovišće község hivatalos oldala
- A plébánia honlapja